# El reino (película)
El reino es una película hispanofrancesa de 2018 dirigida por Rodrigo Sorogoyen y producida por Atresmedia Cine, Tornasol Films y Trianera PC AIE en colaboración de Le Pacte y Mondex & CIE.  Se trata de un thriller de índole política sobre la corrupción en España. Fue estrenada en España el 28 de septiembre de 2018 con una distribución de Warner Bros Pictures.

## Argumento
Manuel López-Vidal es un subsecretario regional con una vida aparentemente perfecta: una estrella en ascenso de la política local, es miembro de un partido que la película nunca nomina ni coloca políticamente. Elegante y seguro de sí mismo, Manuel parece destinado a heredar el cetro de un potentado regional; pero se encuentra involucrado en un escándalo de corrupción que trata de todo el sistema. El partido reacciona: se moviliza para cazar "manzanas podridas" y, por lo tanto, concentrar la culpa en algunos culpables obvios (que por esta evidencia de culpa, son políticamente muertos) para apaciguar a la opinión pública. Manuel, que carece de terreno bajo sus pies, trata de protegerse amenazando con revelar todas las operaciones ilegales en las que está involucrado el partido, y se lanza a la atrevida búsqueda de documentos incriminatorios. Realizando una dura crítica del fenómeno de la corrupción en España, fácilmente reconocible por el espectador español, este thriller político la retrata desde el punto de vista de los corruptos y cuestiona el posicionamiento de los medios de comunicación.

## Reparto
| Intérprete                | Personaje                |
| ------------------------- | ------------------------ |
| Antonio de la Torre       | Manuel López Vidal       |
| Josep María Pou           | Frías                    |
| Bárbara Lennie            | Amaia Marín              |
| Nacho Fresneda            | Paco                     |
| Ana Wagener               | Ceballos                 |
| Luis Zahera               | Cabrera                  |
| Mónica López              | Inés                     |
| Francisco Reyes           | Alvarado                 |
| María de Nati             | Nati                     |
| David Lorente             | Gallardo                 |
| Paco Revilla              | Fernando                 |
| Sonia Almarcha            | Susana                   |
| Andrés Lima               | Bermejo                  |
| Óscar de la Fuente        | Pareja                   |
| Laia Manzanares           | Lucía                    |
| Malva Vela                | Malva                    |
| Jorge Suquet              | Jorge                    |
| Pepe Lorente              | Pepe                     |
| Xabier Murua              | Xabi                     |
| Manuel Chacón             | Manu                     |
| Jaime Zatarain            | Ramiro                   |
| Chema Tena                | Jacobo                   |
| Pepe Ocio                 | Iturralde                |
| Mona Martínez             | Jueza Costa              |
| Laura Gómez-Lacueva       | Lourdes                  |
| Ernesto Collado           | Doctor Barrachina        |
| Belén Ponce de León       | Secretaria Frías         |
| José Antonio Martín Petón | Jefe Redacción           |
| Josué Giner               | Chaval Escupitajo 1      |
| Fernando Barona           | Chaval Escupitajo 2      |
| Max Marieges              | Sargento Crespo          |
| Emilio Mencheta           | Secretario Judicial      |
| Carlos Heredia            | Fiscal                   |
| Carlos Pinedo             | Carlos                   |
| Javier Lara               | Aníbal                   |
| Juan Carlos Rueda         | Conductor Asesino        |
| Ferran Gadea              | Camarero Bar Playa       |
| Eli More                  | Colombiana               |
| Pedro Lozano              | Ayudante de Emisora      |
| Marta Molina              | Esposa Paco              |
| Marta Abril               | Organizadora             |
| Vicente Genovés           | Abogado Nuevo            |
| Paco García Caridad       |                          |
| David R. Moreno           | Pasajero Inquisidor Tren |
| María Albiñana            | Recepcionista            |
| Alberto Zafra             | Periodista               |

## Localizaciones de rodaje
La película se filmó en diversos lugares: Valencia, Andorra, Madrid -en particular las oficinas y el garaje del periódico El Mundo-, y Pamplona.

## Festivales
El reino estuvo presente en la 65.ª edición del Festival de cine de San Sebastián, dónde se llevó a cabo la presentación oficial de un fragmento del largometraje a la que acudieron además del director del filme Rodrigo Sorogoyen, la guionista Isabel Peña y los protagonistas de la película.

## Premios
Premios Feroz
| Año  | Categoría                | Receptor                      | Resultado |
| ---- | ------------------------ | ----------------------------- | --------- |
| 2019 | Mejor drama              |                               | Ganadora  |
| 2019 | Mejor guion              | Rodrigo Sorogoyen Isabel Peña | Ganadores |
| 2019 | Mejor dirección          | Rodrigo Sorogoyen             | Ganador   |
| 2019 | Mejor actor protagonista | Antonio de la Torre           | Ganador   |
| 2019 | Mejor actor de reparto   | Luis Zahera                   | Ganador   |

Medallas del Círculo de Escritores Cinematográficos
| Categoría         | Nominados                     | Resultado |
| ----------------- | ----------------------------- | --------- |
| Mejor película    | Mejor película                | Ganadora  |
| Director          | Rodrigo Sorogoyen             | Ganador   |
| Actor             | Antonio de la Torre           | Ganador   |
| Actor secundario  | Luis Zahera                   | Ganador   |
| Actriz secundaria | Ana Wagener                   | Nominada  |
| Actor revelación  | Francisco Reyes               | Nominado  |
| Guion original    | Isabel Peña Rodrigo Sorogoyen | Ganadores |
| Fotografía        | Alex de Pablo                 | Nominado  |
| Montaje           | Alberto del Campo             | Ganador   |
| Música            | Olivier Arson                 | Nominado  |

Premios Goya 2019
| Categoría                     | Nominados                        | Resultado |
| ----------------------------- | -------------------------------- | --------- |
| Mejor película                | Mejor película                   | Nominada  |
| Mejor director                | Rodrigo Sorogoyen                | Ganador   |
| Mejor actor protagonista      | Antonio de la Torre              | Ganador   |
| Mejor actor de reparto        | Luis Zahera                      | Ganador   |
| Mejor música original         | Olivier Arson                    | Ganador   |
| Mejor guion original          | Isabel Peña Rodrigo Sorogoyen    | Ganadores |
| Mejor sonido                  | Alfonso Raposo Roberto Fernández | Ganadores |
| Mejor montaje                 | Alberto del Campo                | Ganador   |
| Mejor actor revelación        | Francisco Reyes                  | Nominado  |
| Mejor actriz de reparto       | Ana Wagener                      | Nominada  |
| Mejor dirección de producción | Iñaki Ros                        | Nominado  |
| Mejor dirección de fotografía | Alex de Pablo                    | Nominado  |
| Mejores efectos especiales    | Óscar Abades Helmuth Barnert     | Nominados |

63.ª edición de los Premios Sant Jordi
| Categoría                         | Receptor            | Resultado |
| --------------------------------- | ------------------- | --------- |
| Mejor actor en película española  | Antonio de la Torre | Ganador   |
| Mejor actriz en película española | Bárbara Lennie      | Ganadora  |

Premios Platino 2019
| Año  | Categoría                      | Receptor                          | Resultado |
| ---- | ------------------------------ | --------------------------------- | --------- |
| 2019 | Mejor Interpretación Masculina | Antonio de la Torre               | Ganador   |
| 2019 | Mejor Música Original          | Oliver Arson                      | Nominado  |
| 2019 | Mejor Dirección de Montaje     | Alberto del Campo                 | Ganador   |
| 2019 | mejor Dirección de Sonido      | Roberto Fernández, Alfonso Raposo | Nominados |

Premios Fugaz al cortometraje español
| Año  | Categoría          | Resultado |
| ---- | ------------------ | --------- |
| 2019 | Mejor largometraje | Ganador   |